# Scylaticus suranganiensis
Scylaticus suranganiensis är en tvåvingeart som beskrevs av Parui, Kaur och Kapoor 1999. Scylaticus suranganiensis ingår i släktet Scylaticus och familjen rovflugor. Inga underarter finns listade i Catalogue of Life.